# Министерство образования Пуэрто-Рико
Министерство образования Пуэрто-Рико (исп. Departamento de Educación del Estado Libre Asociado de Puerto Rico) — министерство правительства Пуэрто-Рико, которое управляет государственным управлением школ в Содружестве США. Министерство является эквивалентом Государственного департамента образования США и является самым крупным министерством в стране.

## Министры
- Одетта Пиньейро 2009 -
- Карлос А. Шардон 2009
- Рафаэль Арагунде 2005-2008
- Сесар Рей 2001-2004
- Карлос А. Шардон 1977